# Argochampsa krebsi
Argochampsa krebsi è un rettile estinto, appartenente ai coccodrilli. Visse nel Paleocene inferiore (circa 64 - 60 milioni di anni fa) e i suoi resti fossili sono stati ritrovati in Marocco. 

## Descrizione
Questo animale è noto principalmente per un cranio, noto con il numero di catalogo OCP DEK-GE 1201, quasi completo e lungo oltre 43 centimetri. Il cranio possedeva un muso lungo e stretto, che lo denota come un coccodrillo longirostre. Il muso costituiva circa il 70% dell'intero cranio. Le premascelle alla punta del muso erano rivolte verso il basso, e la punta stessa aveva un aspetto squadrato, con i primi denti in linea retta, perpendicolare all'asse del cranio. Vi erano cinque denti in ogni premascella e 26 in ogni osso mascellare. Le ossa nasali erano fuse, e vi erano alcuni corti diastemi o spazi nella fila dei denti verso la punta del muso (Hua e Jouve, 2004). Successivamente al ritrovamento del cranio sono venute alla luce anche altre ossa comprendenti la mandibola, vertebre del collo e del dorso, ossa della zampa anteriore e parte dell'armatura.

## Classificazione
I fossili di Argochampsa, descritti per la volta nel 2004, vennero alla luce nel bacino di Oulad Abdounn, nei pressi di Kouribga in Marocco. Il nome significa "coccodrillo Argo", con riferimento al vascello mitologico di Giasone; l'epiteto specifico, krebsi, è in onore del professor B. Krebs. Un'analisi cladistica operata da Hua e Jouve indica che Argochampsa era un membro dei gavialoidi, un gruppo di coccodrilli dotati di rostri eccezionalmente allungati, attualmente rappresentati dal gaviale del Gange (Gavialis gangeticus) e forse dal falso gaviale (Tomistoma schlegelii). 

## Paleoecologia
Sembra che Argochampsa fosse un coccodrillo che viveva in mare lungo le coste. Lo studio di Hua e Jouve ha inoltre notato che la forma del muso di Argochampsa è insolita tra i coccodrilli, e solo i folidosauridi e Terminonaris possiedono una simile punta del muso. Gli studiosi hanno quindi suggerito che questa forma del muso potrebbe aver facilitato questi animali nella predazione, con un'occlusione delle fauci molto precisa. L'habitat in cui viveva Argochampsa era tuttavia dominato da altri crocodiliformi marini, forza Roma